# Pla de Palau (Barcelona)
|  | Aquest article tracta sobre la plaça a Barcelona. Vegeu-ne altres significats a «Pla de Palau». |

El Pla de Palau és una plaça situada a la façana marítima de Barcelona, catalogada com a bé amb elements d'interès (categoria C). És una de les places històriques i principals de Barcelona, que actuà ja des de l'edat mitjana com a eix de comunicacions comercials i econòmiques, i a partir del segle xviii, es configurà com a nou centre polític.

## Història

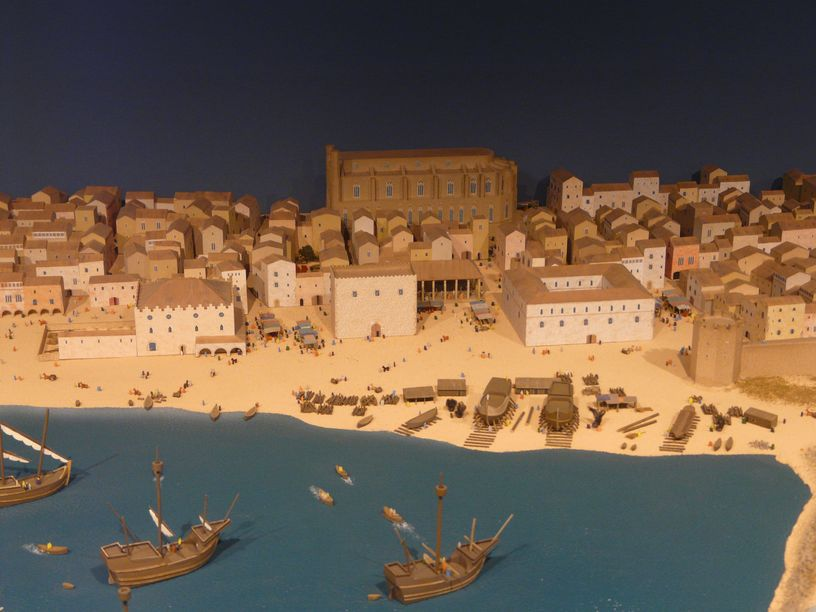
El pla de Palau al, amb la Llotja a l'esquerra, la casa del General al centre i l'Hala dels Draps a la dreta. Al darrere, Santa Maria del Mar (Museu Marítim de Barcelona)

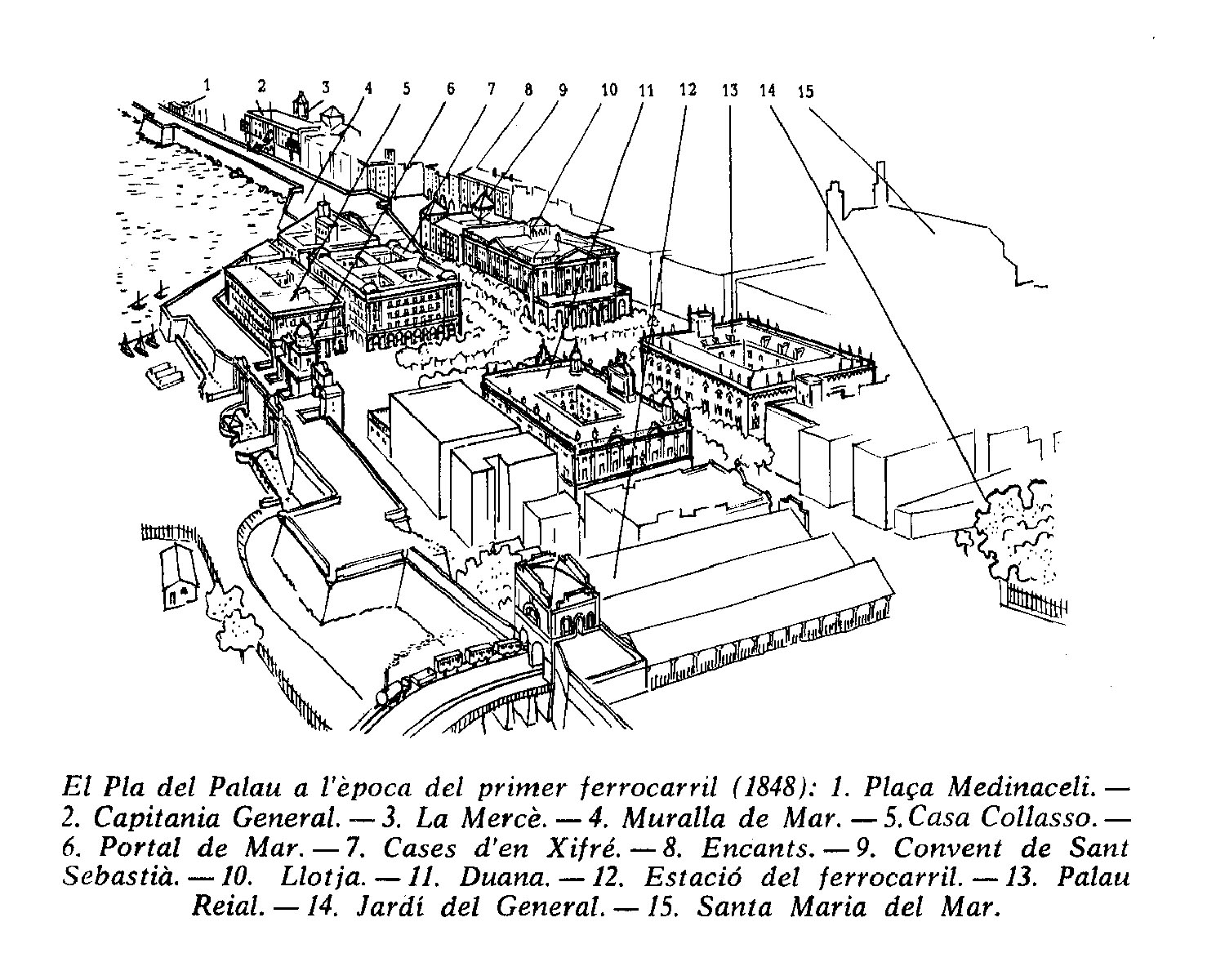
El Pla de Palau a l'època del primer ferrocarril (1848)

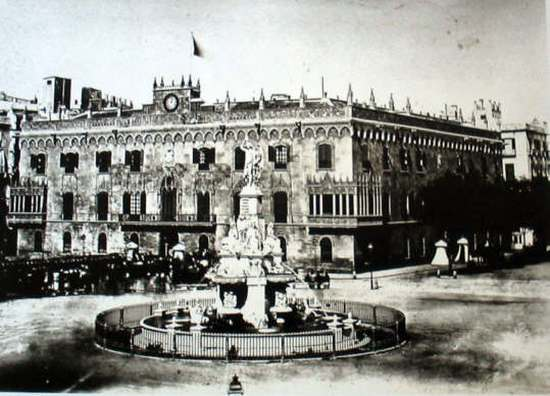
El Pla de Palau cap al 1870, amb la font i l'antic Palau Reial o Hala dels Draps

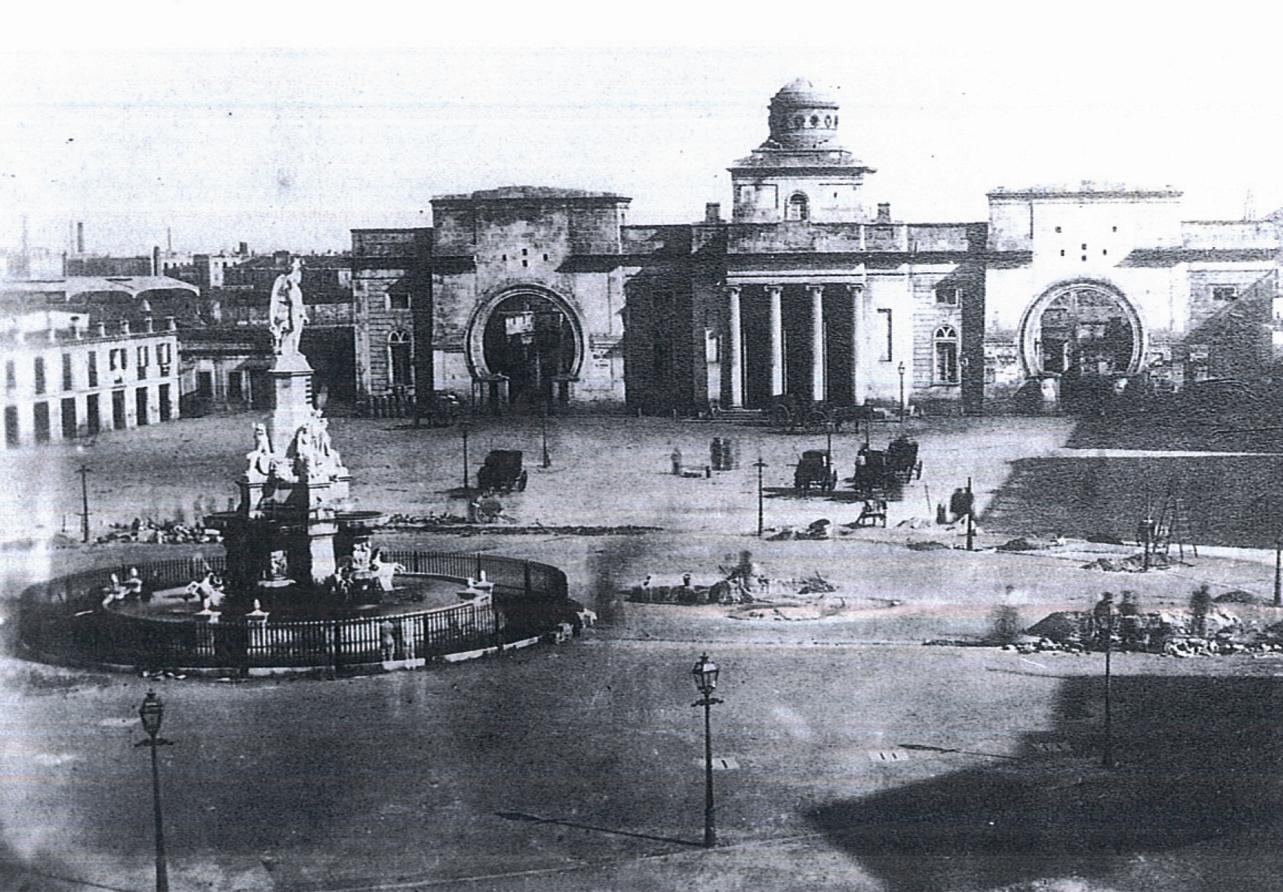
El Pla de Palau cap al 1880, amb la font del Geni Català, encara existent, i el Portal de Mar, enderrocat poc després

El pla s'originà en un eixamplament de la platja vers els antics illots de Maians i del Puig de les Falzies. Inicialment era un punt de mercat entre importadors i revenedors, cosa que mogué el Consell de Cent a construir-hi el «porxo del forment» entre el 1387 i el 1389, que el segle següent es transformaria en l'Hala dels Draps. En aquesta època també s'hi construí la Llotja de Mar, un local per als canvistes.
A principis del segle xv, la Generalitat hi construí l'anomenada casa del General o de la Botja per a servir de duana. Es trobava al costat oriental de la Llotja, i entre els dos edificis sembla que existien uns porxos (hi ha notícies, però, que en situen la destrucció al mateix segle xv) que a la vegada servien de magatzems de gra i de zona d'aixopluc pels comerciants.
Ja al segle XVI, Carles V va ordenar la construcció de l'anomenada Muralla de Mar, i entre el 1663 i 1668, l'Hala dels Draps fou adaptada com a palau Lloctinent o Virrei per Fra Josep de la Concepció, que després de diverses reformes, patí un incendi el 1875 i va ser enderrocat.
El 1820, l'enginyer Josep Massanès ideà un projecte de construcció d'una plaça-saló, d'orientació neoclàssica i de caràcter monumental. Les obres s'iniciaren el 1822, però foren interrompudes fins que el 1833, el capità general Manuel Llauder va ordenar l'enderroc de la muralla de Mar i la construcció d'un nou Portal del Mar, segons el projecte del mateix Massanès del 1836.
El 1834, s'obriren els carrers que donarien lloc a quatre illes de cases burgeses, entre les que s'inclouen la Casa Collaso, inicialment coneguda com a Casa Carbonell, i els Porxos d'en Xifré.
Segons el pensament neoclàssic, totes les places havien de tenir un espai enjardinat amb una font que marcava el seu centre. Aquesta és la Font del Geni Català, obra de Francesc Daniel Molina, amb escultures dels germans Fausto i Ángelo Baratta di Leopoldo del 1856 i restaurada per Frederic Marès després de la Guerra Civil espanyola. En un inici, s'hi volgué fer un homenatge a la reialesa per la proximitat del Palau Reial, però finalment s'obtà per construir una font dedicada al capità general i marquès de Campo Sagrado José Bernaldo de Quirós, en reconeixement del fet de conduir les aigües de Montcada a Barcelona. En l'escut nobiliari s'hi pot llegir la inscripció «Después de Dios, la casa de Quirós».
Al lloc del Portal del Mar, es construí entre 1930 i 1933 l'Escola de Nàutica, segons el projecte de Joaquim Vilaseca i Adolf Florensa.

## Descripció
La plaça està envoltada actualment per l'Escola de Nàutica (al lloc on es trobava l'antic Portal de Mar), la Llotja de Mar, la Duana i diversos edificis edificis d'habitatges, els més antics dels quals estan situats a la banda de Santa Maria.
Al bell mig de la plaça hi ha una rotonda amb la Font del Geni Català, als quatre costats de la qual hi ha quatre caps de lleó que simbolitzen les quatre províncies catalanes que porten l'aigua dels quatre rius Llobregat, Ter, Ebre i Segre. La figura central, que es coneix com el Geni Català, possiblement va ser encarregada a Josep Anicet Santigosa, encara que l'autoria no està encara comprovada.